# گی دوبور
گی لویی دوبور (به فرانسوی: Guy Louis Debord) (زاده ۲۸ دسامبر ۱۹۳۱ - درگذشته ۳۰ نوامبر ۱۹۹۴)، نظریه‌پرداز مارکسیست فرانسوی، فیلسوف، نویسنده، فیلمساز و از اعضای بنیانگذار بین‌الملل موقعیت‌گرا بود. وی همچنین مدت کوتاهی عضو جنبش سوسیالیسم یا بربریت بود.

## زندگی

### اوایل زندگی
گی دوبور در پاریس متولد شد. پدرش داروساز بود و هنگامی که او کودک بود درگذشت و او با مادربزرگش زندگی می‌کرد. در جوانی، دوبور یکی از فعالان مخالف با جنگ فرانسه در الجزایر بود. دوبور در رشته حقوق در دانشگاه پاریس تحصیل کرد، اما پیش از آن که فارغ‌التحصیل شود دانشگاه را ترک کرد و تحصیلات دانشگاهی خود را به پایان نرساند. پس از آن دوبور کار خود را به عنوان نویسنده آغاز کرد.

### لتریسم
گی دوبور در ۱۸ سالگی به لتریست‌ها پیوست. در آن هنگام لتریست‌ها را ایزیدور ایزو به صورت انفرادی و گاه دیکتاتوری رهبری می‌کرد. تا اینکه انشعابی گسترده به اقتدار ایزو پایان داد. این انشقاق باعث پیدایش چند جناح شد که یکی از آنها انترناسیونال لتریست توسط دوبور و با راهنمایی‌های ژیل وولمان رهبری شد. در دهه ۱۹۶۰، دوبور گروه بین‌الملل موقعیت‌گرا را رهبری کرد که بر خیزش مه ۱۹۶۸ فرانسه تأثیر گذاشت و طی آن او در اشغال سوربن شرکت کرد. برخی کتاب «جامعه نمایش» (۱۹۶۷) او را یکی از متون مؤثر در اعتراضات ۱۹۶۸ می‌دانند. در دههٔ ۱۹۷۰ از فعالیت‌های خود کاست و بیشتر به فیلمسازی پرداخت.

### تشکیل انترناسیونال سیتواسیونیست
گی دوبور یکی از بنیان‌گذاران انترناسیونال سیتواسیونیست است، که به قول دوبور «سازمانی از انقلابیون حرفه‌ای در عرصهٔ فرهنگ» بود. موقعیت گرایان مخالف سرشت نمایشی و ویترینیِ فرهنگ، و خواهان برپایی تمدن نوینی هستند که در آن زندگی روزمره، خود، همان اثر هنری باشد؛ یعنی هنر نه بیان، بلکه بسط زندگی باشد. به گواهی پژوهش‌های تاریخی، سیتواسیونیست‌ها قاطع‌ترین نقش را اگر نه در ایجاد رویدادهای انقلابیِ مه ۶۸ فرانسه، دست‌کم در ارائهٔ محتوای رادیکال این جنبش داشته‌اند. کتابِ جامعهٔ نمایش در اواخر سال ۱۹۶۷ منتشر شد و یکی از مهم‌ترین کتاب‌هایی است که نظریهٔ سیتواسیونیستی را بیان کرده است، به طوری که یک روزنامه‌نگار آن را «کاپیتالِ نسل جدید» خوانده است. دوبور تحلیل خود را برپایهٔ مطالعات عمیق در زمینهٔ فلسفه، اقتصاد، سیاست، جامعه‌شناسی، تاریخ هنر، روان‌شناسی، تاریخ انقلاب‌ها، جنگ‌ها و جنبش‌های اجتماعی و تئوریِ حاصل از آن‌ها شکل داده، و مفاهیمی برگرفته از منابع بسیار، به‌ویژه از هگل، مارکس و لوکاچ، را ملاط تحلیل خود قرار می‌دهد.

### مرگ
گی دوبور در ۳۰ نوامبرِ ۱۹۹۴ میلادی در خانه‌اش در ناحیهٔ اوورنی فرانسه با شلیکِ گلوله‌ای در قلبِ خود، خودکشی کرد. پیکرش سوزانده و خاکسترش به رود سن ریخته شد.

## آثار
معروف‌ترین آثار دوبور «جامعه نمایش» و «دیدگاه‌هایی دربارهٔ جامعه نمایش» هستند. این دو اثر را بهروز صفدری به فارسی ترجمه کرده است. علاوه بر این‌ها او چند خودزندگی‌نامه و نمایشنامه نوشت.

## فیلم‌شناسی
فهرستی از فیلم‌های ساخته شده توسط گی دوبور در ادامه آمده است.
- سوگ ساد (۱۹۵۲)
- گذر چند شخص از وحدت کوتاه زمان (۱۹۵۹)
- نقد جدایی (۱۹۶۱)
- جامعه نمایش (۱۹۷۳)
- تکذیب همهٔ داوری‌ها، موافق یا مخالف، بر «جامعهٔ نمایش» (۱۹۷۵)
- ما در شب به دور می‌چرخیم و در آتش بلعیده می‌شویم (۱۹۷۸)
- گی دوبور:هنر و زمان او (۱۹۹۴)